# Ablelaribe Arzerúnio
Ablelaribe Arzerúnio (em armênio: Աբլղարիբ Արծրունի; romaniz.: Ablłarib Արծրունի; m. 1080) foi um príncipe, magistro e estadista armênio que governou a Cilícia dentro do Império Bizantino.

## Vida
Ablelaribe nasceu no Reino de Vaspuracânia de Haçane, filho de Catchique, o Grande, da dinastia arzerúnida. Em 1021, o rei Senaquerim-João decidiu ceder seu reino ao Império Bizantino após ataques devastadores dos turcos seljúcidas, recebendo Sebasteia e seus territórios que se estendiam até o Eufrates em troca. Ablelaribe mais tarde foi para Constantinopla, onde ganhou autoridade e confiança na corte bizantina durante o reinado do imperador Constantino IX, no qual também abraçou a Igreja Ortodoxa. Em 1042, se tornou governante das regiões da Cilícia, incluindo os montes Tauro, Tarso, Mopsuéstia, Adana, Lamprom e Paperom, tornando esta última sua sede em seu domínio principesco. Após a Batalha de Manzicerta, se tornou governador da Cilícia pelo imperador Miguel VII.
Em 1073, Lamprom foi legado como propriedade hereditária a seu parente, o príncipe Oxim, dando-lhe sua filha em casamento. Ele também estabeleceu laços de parentesco com Cacício II, casando sua outra filha com seu filho Davi, que mais tarde foi preso e envenenado por traição, de acordo com Vardanes de Arevel. Ablelaribe morreu em 1080 e foi enterrado em Paperom.
Um selo de Ablelaribe foi encontrado perto de Tarso, que representa São Jorge com a inscrição "Senhor, ajude seu servo Apnelgaripes (Ἀπνελγαρίπῃ) magistro".